# 嫪毐
嫪毐（前259年—前238年），戰國末年秦國人物，為秦始皇母親趙姬的面首，並冒充宦官与赵姬通姦生子，後欲發動兵變以殺秦王政，事败，滅族。

## 背景
据《史记》记载，嫪毐是個巨根（陰莖很大）的男子，呂不韋因見秦王嬴政年歲漸長，唯恐自己繼續與秦趙太后通姦會惹禍上身，於是在聽聞嫪毐有異能後，便將嫪毐收入府中，不時讓他表演“陰莖轉輪之術”，即以阴茎为轴，转动桐木车轮。趙姬聽聞其性能力如此強悍，與呂不韋合謀讓嫪毐假裝受腐刑（去勢）之罪，剪眉除鬚後，順利以宦官身份入侍太后，擔任给事中。後來趙姬为便于掩人耳目，攜嫪毐搬遷至秦国陪都雍城居住，二人生下兩個兒子，嫪毐自称「假父」（秦王的義父）。
公元前239年，嫪毐获封長信侯，以山陽郡（今河南焦作東南）為其食邑，又以河西、太原等郡為其封田，時人稱為「毐國」，嫪毐門下最多时有家僮數千人，门客也達千餘人。
公元前238年，有人向秦王嬴政告發嫪毐為假宦官，並與太后趙姬淫亂，預謀叛亂，改立其子，秦王下令徹查。嫪毐听闻事发，决心先發制人，遂偽造秦王與太后印信，率叛军發動政變，攻击蘄年宮。秦王令吕不韦、昌平君、昌文君率兵击之，嫪毐軍败被生擒，被送至咸陽后，遭車裂之刑，“夷三族”，嫪毐與太后所生的兩个儿子在三族內連坐，被裝到皮囊中打死。其僮僕門客皆被流放蜀地，被流放的僮僕門客于西元前236年赦免。

### 封侯之谜
史记关于嫪毐封侯的记载只有一句话：“嫪毐封为长信侯。予之山阳地，令毐居之。宫室车马衣服苑囿驰猎恣毐。事无小大皆决於毐。又以河西太原郡更为毐国。”
而关于封侯封国的原因没有记载。秦国自商鞅变法后执行严格的军功封爵制度，因此民间传说嫪毐因深得太后喜爱而得封国爵位并不可能。嫪毐封侯于秦王政八年，与王弟成蟜所部叛乱同年，嫪毐有可能是因為負責平定成蟜叛亂，而獲得封侯之賞賜

### 嫪毐之乱之谜
秦王政九年发生的嫪毐之乱又被称之为“蘄年宮之变”。根据民间传闻，嫪毐欲通过叛乱杀掉秦王，并立自己两个孩子中的一个为秦王。然而，由于秦国朝堂上存在着庞大的嬴姓宗亲势力，嫪毐立自己孩子的计划不可能实现。并且，整个叛乱过程中，秦王嬴政与相邦吕不韦都不在都城咸阳，而嫪毐叛乱的目标与目的为何，这一疑问尚未有一答案。

## 影視作品改編
- 尋秦記 (電視劇)：嫪毐 （江　華（連晉）、陳榮峻（左手神劍劍客）飾演）